# Wereldkampioenschap schaatsen allround 1902
Het Wereldkampioenschap schaatsen allround 1902 werd op 22 en 23 februari in het Pohjoissatama te Helsingfors gehouden.
Titelverdediger was Franz Wathén, die in het Djurgårdsbrunnsviken in Stockholm wereldkampioen was geworden. Deze editie wist niemand te winnen, omdat er drie afstanden gewonnen moest worden om wereldkampioen te worden.

## Eindklassement
| Rang | Schaatser             | Land       | 500m      | 5000m        | 1500m       | 10.000m     |
| ---- | --------------------- | ---------- | --------- | ------------ | ----------- | ----------- |
| (1)  | Rudolf Gundersen      | Noorwegen  | 47,0 (1)  | 9.32,0 (3)   | 2.34,4 (1)  | 20.19,6 (5) |
| (2)  | Jussi Wiinikainen     | Finland    | 49,8 (3)  | 9.20,6 (1)   | 2.40,4 (5)  | 19.09,4 (1) |
| (3)  | Johan Schwartz        | Noorwegen  | 50,0 (4)  | 9.21,4 (2)   | 2.37,0 (2)  | 19.35,8 (3) |
| (4)  | Sigurd Mathisen       | Noorwegen  | 52,6 (8)  | 9.38,6 (6)   | 2.43,0 (7)  | 19.13,0 (2) |
| (5)  | Franz Schilling       | Oostenrijk | 54,0 (10) | 9.35,8 (5)   | 2.43,0 (7)  | 20.05,6 (4) |
| NF4  | Franz Wathén          | Finland    | 49,6 (2)  | 9.32,0 (3)   | 2.39,8 (4)  | NF          |
| NS4  | Toivo Tillander       | Finland    | 50,6 (5)  | 9.51,4 (7)   | 2.39,0 (3)  |             |
| NS4  | Walter Johansson      | Finland    | 51,6 (6)  | 10.10,6 (8)  | 2.42,2 (6)  |             |
| NS4  | A. Andersson          | Finland    | 52,2 (7)  | 10.27,4 (10) | 2.46,8 (10) |             |
| NS4  | Uuno Eklund           | Finland    | 52,8 (9)  | 10.22,6 (9)  | 2.44,6 (9)  |             |
| NS2  | Theodor Baltscheffski | Finland    | 54,8 (11) |              |             |             |

* = met val
NC = niet gekwalificeerd
NF = niet gefinisht
NS = niet gestart
DQ = gediskwalificeerd